# Варя (приток Левинки)
Варя — река в России в черте города Нижний Новгород. В настоящее время на всём протяжении заключена в трубу и течёт под землёй. На поверхности над бывшим руслом реки сейчас проходит железная дорога на перегоне Варя — Сормово. Устье реки находится в 1,5 км по правому берегу реки Левинка. Длина реки составляет 6,8 км, площадь водосборного бассейна 28,8 км².
Система водного объекта: Левинка → Волга → Каспийское море.

## Данные водного реестра
По данным государственного водного реестра России относится к Верхневолжскому бассейновому округу, водохозяйственный участок реки — Волга от Горьковского гидроузла и до устья реки Ока, речной подбассейн реки — Волга ниже Рыбинского водохранилища до впадения Оки. Речной бассейн реки — (Верхняя) Волга до Куйбышевского водохранилища (без бассейна Оки).
Код объекта в государственном водном реестре — 08010300512110000017534.